# Turcinoemacheilus
Turcinoemacheilus is een geslacht van straalvinnige vissen uit de familie van de bermpjes (Nemacheilidae).

## Soorten
- Turcinoemacheilus himalaya Conway, Edds, Shrestha & Mayden, 2011
- Turcinoemacheilus kosswigi Bănărescu & Nalbant, 1964